# آبی فولادی
آبی فولادی سایه‌ای از رنگ آبی است که فولاد آبی، به عنوان مثال، شبیه فولاد است که به قرار زاج‌کاری برای حفاظت از زنگ زدن است. این یکی از سایه‌های کم‌رنگ آبی است و معمولاً به عنوان رنگ آبی-خاکستری شناخته می‌شود.
نخستین استفاده ثبت‌شده از آبی فولادی به عنوان یک نام رنگ در انگلیسی در ۱۸۱۷ بود.

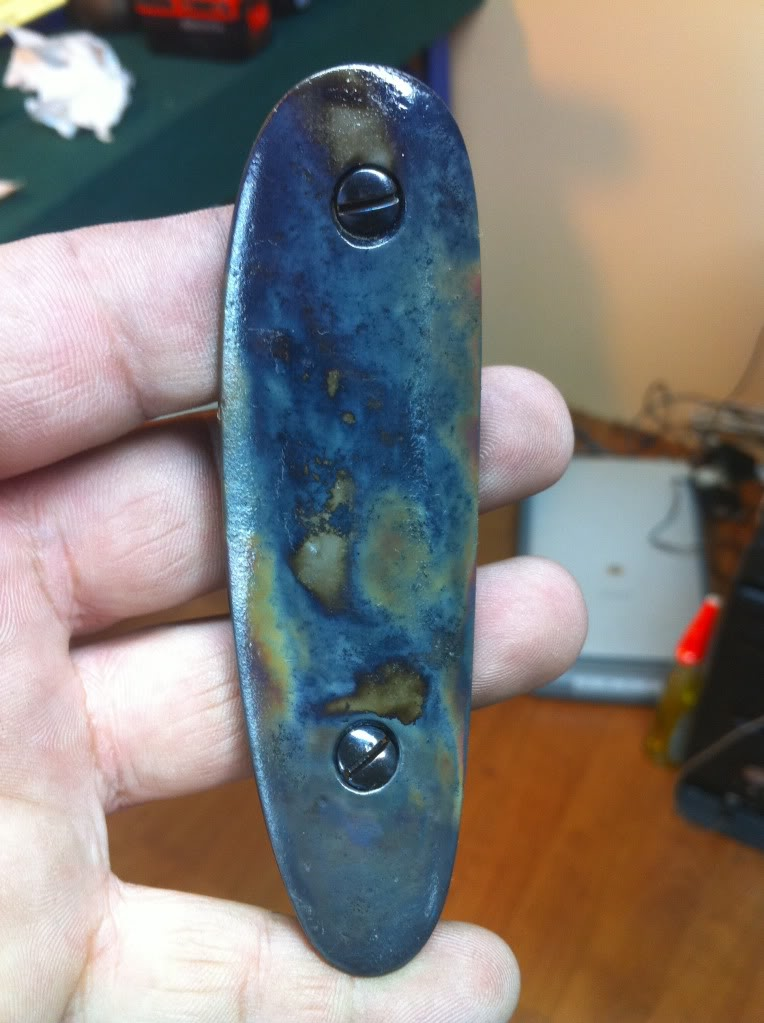
فولاد آبی

در سال ۱۹۸۷، آبی فولادی به عنوان یکی از رنگ‌های X11 گنجانده شد که بعدها پس از اختراع شبکه جهانی وب در سال ۱۹۹۱، به عنوان رنگ‌های وب X11 نیز شناخته شد.

## آبی فولادی در طبیعت
- کفشدوزک آبی‌فولادی
- در ماهی جنگجوی سیامی، رنگ آبی فولادی از هموزیگوت بودن برای یک ژن می‌آید.
- Aphyosemion آبی فولادی
- ویدای آبی‌فولادی
- مگس‌گیر آبی‌فولادی